# Mandarynka (film)
Mandarynka (ang. Tangerine) – amerykański komediodramat z 2015 roku w reżyserii Seana Bakera. Film w całości sfilmowany został trzema egzemplarzami iPhone’a 5s.

## Fabuła
Transpłciowa prostytutka, Sin-Dee Rella, po dwudziestu ośmiu dniach opuszcza zakład karny. Spotyka się z koleżanką Alexandrą, również transpłciową, która informuje ją, że jej chłopak i zarazem alfons dopuścił się licznych zdrad z cispłciową kobietą. Przyjaciółki udają się w podróż ulicami Los Angeles, aby odnaleźć niewiernego mężczyznę. 

## Obsada
- Kitana Kiki Rodriguez jako Sin-Dee Rella
- Mya Taylor jako Alexandra
- James Ransone jako Chester
- Katja Kassin jako prostytutka
- Mickey O'Hagan jako Dinah
- Karren Karagulian jako Razmik
- Alla Tumanian jako Ashken
- Luiza Nersisyan jako Yeva
- Arsen Grigoryan jako Karo
- Ian Edwards jako Nash

i inni

## Premiera i dystrybucja
Światowa premiera filmu miała miejsce 23 stycznia 2015 roku, w ramach Sundance Film Festival. Następnie film był prezentowany na międzynarodowych festiwalach filmowych m.in. w Karlowych Warach, Toronto, Sydney czy Londynie.
Polska premiera filmu miała miejsce 14 października 2015 roku podczas 31. Warszawskiego Międzynarodowego Festiwalu Filmowego, w ramach którego film prezentowany był w sekcji Wolny Duch. Na ekrany polskich kin wszedł 11 grudnia 2015 roku.

## Nagrody i nominacje
31. ceremonia wręczenia Independent Spirit Awards
- nagroda: najlepsza drugoplanowa rola żeńska − Mya Taylor
- nominacja: najlepszy film niezależny − Sean Baker, Karrie Cox, Marcus Cox, Darren Dean i Shih-Ching Tsou
- nominacja: najlepszy reżyser − Sean Baker
- nominacja: najlepsza główna rola żeńska − Kitana Kiki Rodriguez